# Сибовац (Градачац)
Сибовац је насељено мјесто у Босни и Херцеговини, у граду Градачцу, које административно припада Федерацији Босне и Херцеговине. Према попису становништва из 2013. у насељу је живјело 1.009 становника.

## Становништво
| Демографија | Демографија | Демографија |
| Година      | Становника  | Становника  |
| ----------- | ----------- | ----------- |
| 1961.       | 387         |             |
| 1971.       | 502         |             |
| 1981.       | 876         |             |
| 1991.       | 921         |             |
| 2013.       | 1.009       |             |